# Aspidostemon masoalensis
Aspidostemon masoalensis är en lagerväxtart som beskrevs av Van der Werff. Aspidostemon masoalensis ingår i släktet Aspidostemon och familjen lagerväxter. Inga underarter finns listade i Catalogue of Life.